# NGC 7053
NGC 7053 هي مجرة إهليلجية نوع-سي دي تبعد حوالي 216 مليون سنة ضوئية تقع في كوكبة الفرس الأعظم (كوكبة). أيضا قد تصنف على أنها مجرة دوامة لديها سرعة محسوبة 4708 كم / ثانية. اكتشفه عالم الفلك ألبرت مارث في 2 سبتمبر 1863. ثم تم اكتشافه من قبل عالم الفلك هاينريش داريست في 8 أكتوبر 1865. وهي جزء من مجموعة من المجرات تسمى [CHM2007].

## وصلات خارجية
- NGC 7053 على موقع ويكي سكاي: DSS2, SDSS, GALEX, IRAS, Hydrogen α, X-Ray, Astrophoto, Sky Map, Articles and images